# Tinguereguif
Tinguereguif is een gemeente (commune) in de regio Timboektoe in Mali. De gemeente telt 2900 inwoners (2009).